# Robert Elias Fries

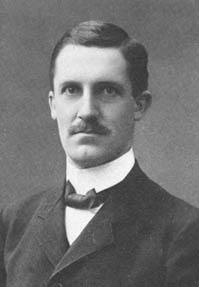
Robert Elias Fries

Robert Elias Fries (pełne nazwisko: Klas Robert Elias Fries, ur. 11 lipca 1876 w Uppsali – zm. 29 stycznia 1966 w Sztokholmie) – szwedzki mykolog, specjalizował się w badaniach grzybów, ale był także zainteresowany geografią botaniczną oraz systematyką roślin, między innymi paprotników i roślin nasiennych. Był profesorem w Fundacji Bergiusa w Sztokholmie oraz dyrektorem jej ogrodu botanicznego, Bergianska Trädgården. W latach 1901–1902 uczestniczył w szwedzkiej ekspedycji w Argentynie i Boliwii, w Gran Chaco i Andach. Opisał wówczas wiele gatunków kaktusów z tych regionów.
Robert Elias Fries był członkiem szwedzkiej rodziny, który była szczególnie zasłużona w badaniu grzybów. Był młodszym synem Theodora Magnusa Friesa i wnukiem Eliasa Magnusa Friesa, szwedzkiego botanika i mykologa. Miał ośmiu braci i dwie siostry. 27 stycznia 1916 roku zawarł związek małżeński z Nanną Brynhildą Fries. 28 marca 1917 roku urodził się jego jedyny syn, Magnus.
Taksony, których jest autorem i które jako pierwszy opisał w sposób naukowy, są oznaczone skrótem R.E.Fr.